# Viktorija Čmilytė
Viktorija Čmilytė (Šiauliai, 6 augustus 1983) is een Litouwse schaakster en politica. In 1999 werd haar door de FIDE de titel Grootmeester voor vrouwen (WGM) toegekend; sinds 2010 is ze Grootmeester (GM). In 2011 won ze het individuele Europese kampioenschap schaken bij de vrouwen (Tbilisi). Ze was twee keer nationaal kampioen. 
Sinds 2020 is ze voorzitter van het nationale parlement van Litouwen. 

## Beginjaren
Čmilytė begon op zesjarige leeftijd met schaken, dat ze leerde van haar vader; hij bleef lange tijd haar coach. Ze verzamelde veel titels in het jeugdschaak, waaronder het Europese kampioenschap voor meisjes tot 10 jaar (Szombathely 1993) en het wereldkampioenschap voor meisjes tot 12 jaar (São Lourenço 1995). Eveneens in 1995 werd ze in Parijs wereldkampioen snelschaken bij de jeugd tot 12 jaar.

## Nationaal kampioen en WK-deelname
Eenmaal 16 geworden werd ze nationaal kampioen van Litouwen (in Vilnius). Hiertoe versloeg ze onder meer 3 mannelijke schaakgrootmeesters en een IM in een tie-break. Vijf jaar later in 2005 werd ze wederom nationaal kampioen, onder meer door van GM Šarūnas Šulskis te winnen in de play-off; dit toernooi werd gehouden in haar woonplaats, de vierde stad van Litouwen.
In 2000 nam ze deel aan het Europees schaakkampioenschap voor meisjes onder 20 jaar in Asturië, en werd tweede achter Jovanka Houska. In 2001 stond ze in de FIDE-ranking als eerste bij de meisjes. In dat jaar won ze ook in de reservegroep van het Corus-toernooi in Wijk aan Zee.
Čmilytė behaalde ook veel succes in het individuele Europees kampioenschap schaken voor vrouwen. Ze eindigde als tweede in 2003 (Istanbul), 2008 (Plovdiv), en 2010 (Rijeka). Ze werd wereldkampioen rapidschaken bij de vrouwen in 2007. Ze behaalde grootmeesternormen in Gibraltar in 2008, in Novi Sad 2009 en in Rijeka 2010; de 'algemene' GM-titel ontving ze in 2010.
Twee maal kwam ze erg ver bij het wereldkampioenschap schaken voor vrouwen. In 2004 werd ze uiteindelijk verslagen door voormalig wereldkampioen Maia Tsjiboerdanidze. In 2006 kwam Čmilytė een stap verder; ze versloeg eerst haar Russische rivale Aleksandra Kostenjoek, en vervolgens Chiburdanidze in de kwartfinale. Echter, in de halve finale verloor ze van Alisa Galljamova.

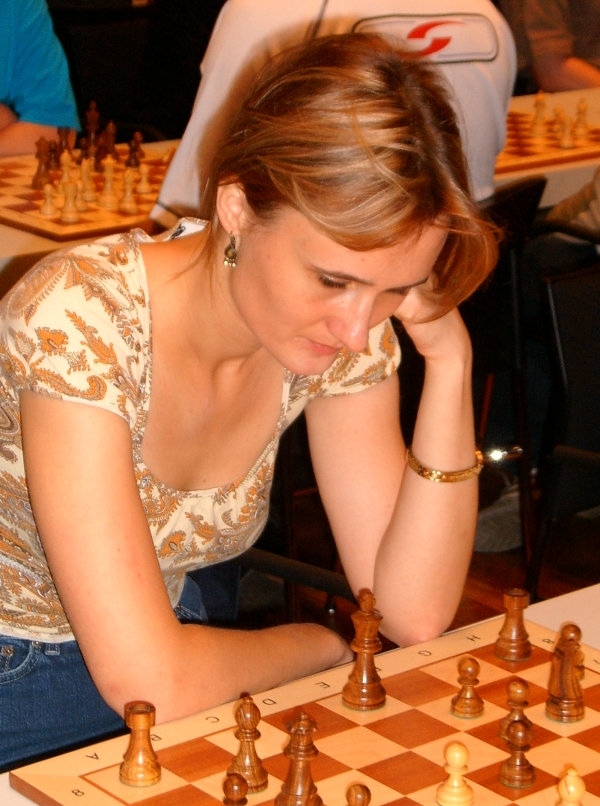
Viktorija Čmilytė in 2007

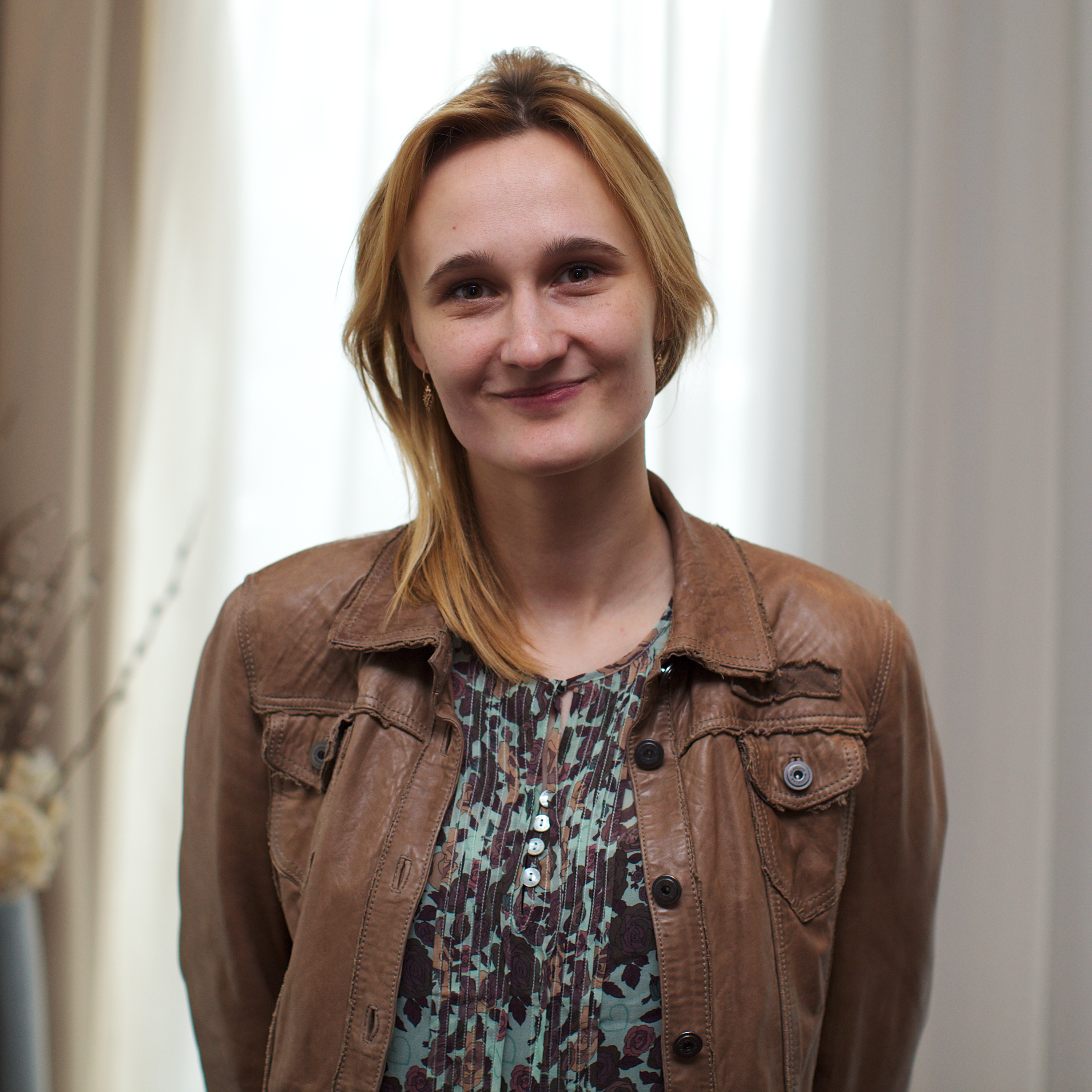
Viktorija Čmilytė, Fondation Neva Women's Grand Prix, Genève 2013

## Successen op Olympiades
In de meeste belangrijke teamtoernooien heeft ze Litouwen mede vertegenwoordigd, en won tweemaal goud: beide voor uitmuntende prestaties aan het eerste bord (Istanbul 2000 met 9½ pt uit 12 en Calvià 2004 met 8½ pt uit 11). Haar eerste deelname vond plaats op 13-jarige leeftijd (in Jerevan, 1996) en op 15-jarige leeftijd zat ze aan het eerste bord (Elista, 1998); bij beide gelegenheden behaalde ze een positieve score.
In de Bundesliga in Duitsland speelt ze voor OSC Baden Baden, maar ze heeft ook deelgenomen aan de Zweedse clubkampioenschappen.

## Politieke carrière

### Nationaal parlement
Viktorija Čmilytė begon haar politieke carrière in 2015, als lid van de Liberale Beweging. Nadat Remigijus Šimašius was afgetreden als lid van de Seimas, het Litouwse parlement, om burgemeester van Vilnius te worden, nam Čmilytė zijn zetel over in het parlement.
Een jaar later stond Čmilytė bij de nationale parlementsverkiezingen van 2016 op de kandidatenlijst van de Liberale Beweging. Ze werd parlementslid en werd daarin actief in de werkgroepen 'Europese zaken' en 'mensenrechten'. Ze kreeg meer invloed en aanzien binnen haar partij, in 2017 and 2018 was ze vice-voorzitter van haar parlementsfractie en sinds 2018 voorzitter van deze fractie. In 2019 werd ze in het parlement de leider van de oppositie tegen de regering van het kabinet Skvernelis. Later trad ze af als oppositieleider en werd vervangen door Julius Sabatauskas, maar in september 2019 werd ze gekozen als voorzitter van de Liberale Beweging.

### Liberale Beweging
Met Čmilytė als partijvoorzitter nam de Liberale Beweging deel aan de Litouwse parlementsverkiezingen van 2020, waarbij de partij 13 zetels won. Na de verkiezingen werd onderhandeld over een coalitie-regering gevormd door de Liberale Beweging, de Vrijheidspartij, en de Vaderland Unie, die de verkiezingen hadden gewonnen. Met Ingrida Šimonytė als kandidaat voor het premierschap van Litouwen namens de Vaderland Unie, zal naar verwachting Čmilytė een van de drie leiders van de nieuwe regering zijn, samen met Šimonytė en met Aušrinė Armonaitė, de leider van de Vrijheidspartij. Hiermee zal, net als bij het kabinet Marin in Finland, de regering geheel door vrouwen worden geleid. Op 9 november werd het regeringsakkoord ondertekend door de Vaderland Unie, de Liberale Beweging en de Vrijheidspartij.
Op 12 november werd Čmilytė voorgedragen als voorzitter van het Litouwse parlement, waarbij naar verwachting Eugenijus Gentvilas haar functie als voorzitter van de parlementsfractie van de Liberale Beweging zou overnemen. Op 13 november werd ze met 106 stemmen gekozen, als derde vrouw in deze functie.

## Persoonlijk leven
Als sport beoefent ze onder meer volleybal. Behalve haar moedertaal Litouws spreekt ze ook Russisch, Engels en Spaans.
Čmilytė was van 2001 tot 2007 getrouwd met grootmeester Aleksej Sjirov. In 2013 trouwde ze met de Deense schaakgrootmeester Peter Heine Nielsen. Ze is moeder van vier kinderen.